# Técsey Ferenc
Técsey (Teutschl) Ferenc (Selmecbánya, 1838 – Kassa, 1904. augusztus 9.) magyar kohómérnök, a diósgyőri vasgyár egykori igazgatója, a Siemens–Martin-acélgyártás hazai bevezetője.

## Élete, munkássága
1858-ban szülővárosában, a Berg- und Forstakademie-n (Bányászati-kohászati és erdészeti akadémia) szerzett kohómérnöki diplomát. Az ezt követő években számos helyen megfordult, volt bánya-számvevőségi gyakornok, vasműellenőr, vasműi művezető, igazgatósági számtiszt.
Kohászati gyakorlatát, főleg a vasfinomítás terén Zólyombrézón szerezte meg Hamerák Mihály mellett, és kiváló szakembere lett a területnek. A diósgyőri kohászat ebben az időben nehéz helyzetbe került, ezért a pénzügyminisztérium –Péch Antal javaslatára – 1874. január 8-án a diósgyőri Magyar Királyi Vasgyári Hivatal hengerművének üzemvezetője lett. 36 éves volt ekkor. 1875-ben Hamerák Mihállyal együtt külföldi tanulmányúton vett részt, melynek során a korszerű acélgyártást tanulmányozta.  
Hazatérve nekilátott a vasfinomítás és a hengerlés módszereinek korszerűsítéséhez. Új hengerműi hengereket gyártatott, új üregezéssel, és elkezdte a kemencék átépítését. Ezzel egy időben javaslatot tett a minisztériumnak a Siemens–Martin-acélgyártás bevezetésére. A tervek jóváhagyása és a pénzügyi feltételek teljesülése után felépült Diósgyőrben az első magyarországi SM-acélmű, az első csapolás 1879. július 8-án történt meg. A sikert követően mindketten, Hamerák és őmaga, miniszteri elismerésben részesültek. 
Az 1880-as években a diósgyőri vasművet egyesítették az Államvasutak Gépgyárával, a cél a magyar vasúti szükségletek kielégítése volt. 1880-ban Teutschl Ferencet igazgatóhelyettesnek nevezték ki. Úgy látta, hogy a gyár további fejlődése érdekében teljes kohászati vertikumot kell kiépíteni, nemcsak a sínhengerlést kell a középpontban tartani. 1882-ben üzembe helyezték az új Bessemer-acélművet, 1888-ban új reverzáló (irányváltó) sínhengerművet helyeztek üzembe, majd 1890-ben – fő törekvése eredményeként – számos új termék (mozdony, szerkocsi, vasúti kocsi kerékvázak, gépalkatrészek) gyártását vezették be, fejlesztették a kovácsműhelyt, a gépműhelyt, emellett bevezette a nagy méretű kovácsolt darabok gyártását is. 
A diósgyőri gyártmányok kiváló minőséget képviseltek, az acélöntésű kerékvázakat Ausztriába is szállították, jobbak voltak a Krupp-féle termékektől is. Az acélöntödében gyártották az Al-Duna szabályozásához szükséges jó minőségű sziklafúrókat és az Erzsébet híd horgonytartóját és lánctagjait. A fejlődést jelzi, hogy 1895-ben a munkáslétszám meghaladta 4400-at. A vertikumbővítés jegyében 1897-ben bevezették a durvalemezek, az acéltartók és az U-acélok hengerlését. 1898 végén megkezdték a páncéltörő gránátokhoz szükséges nikkelacél gyártását.
1901. október 31-én, több mint négy évtizednyi szolgálat után vonult nyugdíjba, ekkor magyarosította a nevét Técseyre. Bár élete nagyobb részében a Teutschl vezetéknevet használta, az utókor Técsey néven emlékezik rá. 1904. augusztus 9-én halt meg Kassán, sírja a vasgyári temetőben van. Nevét utca őrzi a Vasgyárban, a diósgyőr-vasgyári római katolikus templom mellett húzódik.